# 施马尔施泰德
施马尔施泰德是德国石勒苏益格－荷尔斯泰因州的一个市镇。总面积4.81平方公里，总人口272人，其中男性149人，女性123人（2011年12月31日），人口密度57人/平方公里。